# William Bovill
William Bovill (26 mai 1814-1er novembre 1873) est un avocat, homme politique et juge conservateur anglais. Il est juge en chef des plaids communs entre 1866 et sa mort en 1873.

## Biographie
Bovill est né à Allhallows, Barking, fils cadet de Benjamin Bovill, de Wimbledon, Londres .
À la sortie de l'école, Bovill ne va pas à l'université mais est stagiaire dans un cabinet d'avocats. Il entre au Middle Temple et exerce pendant une courte période en tant que plaideur spécial en dessous de la barre. Il est admis au barreau en 1841 et rejoint le circuit intérieur. Sa formation spéciale dans un cabinet d'avocat et la connexion qui en résulte, combinée à une connaissance approfondie des détails de l'ingénierie, acquise grâce à son intérêt pour une entreprise manufacturière de l'est de Londres, lui valent rapidement une pratique très étendue en matière de brevets et de commerce .
Bovill devient conseiller de la reine (QC) en 1855 et, le 28 mars 1857, est élu député de Guildford. À la Chambre des communes, il est très zélé pour la réforme juridique, et le Partnership Law Amendment Act 1865, qu'il aide à faire adopter, est toujours appelé Acte de Bovill. En 1866, il est nommé solliciteur général, poste qu'il quitte en devenant juge en chef des plaids communs en remplacement de Sir William Erle (en) en novembre de la même année .

## Vie privée
Bovill épouse, en 1844, Maria Bolton, fille aînée de John Henry Bolton de Lee Park, Blackheath. Ils vivent d'abord à Londres, puis déménagent à Worplesdon, où ils habitent à Worplesdon Lodge (rebaptisé plus tard Worplesdon Place).
Il meurt à Kingston upon Thames le 1er novembre 1873. Maria, Lady Bovill est décédée à Londres le 21 octobre 1901 .
Bovill est fait chevalier en 1866. En mai 1867, il est élu membre de la Royal Society .